# Zang Cailing
Zang Cailing (臧蔡灵S, Zāng CàilíngP; Dalian, 18 maggio 1954) è un ex calciatore cinese, di ruolo difensore.

## Carriera

### Club
Ha giocato nella prima divisione cinese.

### Nazionale
Ha rappresentato la nazionale cinese alla Coppa d'Asia nel 1980.